# 米格國際
米格國際股份有限公司（英語：MEGO INTERNATIONAL PROMOTION CO., LTD.），簡稱米格國際，縮寫lativ，為2007年創立的一家臺灣網路郵購服飾品牌，其以UNIQLO、GU的廉價時尚為構想，同時設計符合臺灣副熱帶氣候的衣服，並加入多樣化圖案元素，而且由網路購物發跡，非實體店面。2011年營業額為臺灣網路服飾品牌第一，名稱由來為Life should be attractive in various way的縮寫。

## 爭議

### 取消網頁顯示製造地事件
- 2012年2月2日，lativ於官方品牌日誌中發表移除產地標註公告[1]，部分網友認為lativ創立品牌價值就是在臺灣製造的服飾，如今因為產能關係，將部分服飾轉移至中國大陸或越南等地生產製造，也讓網友感到失望，甚至發動拒買活動[2]，也有人拿起日前發40個月年終的新聞[3]調侃「可以發得起年終40個月，卻無法扶植臺灣服飾製造業」。
- 2012年2月13日，lativ決議恢復在網頁刊登產品產地標示。

### 文案抄襲
- 2016年6月，官方臉書多次貼文抄襲Gap文案，兩者雷同度過高，官方發出聲明，確認部分文案有相似之處，已立即將相關素材下架，並進行檢討，避免再次發生。[4]

## 外部連結
- lativ-米格國際 （页面存档备份，存于）（中文）
- 台灣公司資料 （页面存档备份，存于）
- lativ米格國際 手機APP(Android版) （页面存档备份，存于）
- lativ米格國際 手機APP(ios版) （页面存档备份，存于）
- lativ的Facebook專頁
- lativ的Instagram帳戶